# Bahiopsis reticulata
Bahiopsis reticulata là một loài thực vật có hoa trong họ Cúc. Loài này được (S.Watson) E.E.Schill. & Panero mô tả khoa học đầu tiên năm 2002.